# 谢衷洁
谢衷洁（1935年10月—），男，汉族，福建泉州人，中华人民共和国政治人物，北京大学教授，博士生导师。第八、九、十届全国政协委员。